# Atakule
Az Atakule egy 125 m magas torony Törökország fővárosában, Ankarában. A Cinnah és a  Çankaya utak kereszteződésénél, a Botanikus Kert fölött magasodik. A torony bevásárlóközpontnak és számos étteremnek, kávéháznak ad helyet. A kilátó része 103 méter magasan helyezkedik el és 360°-os fordulatot tesz meg egy óra alatt; a kilátó egészében étterem üzemel. 

## Története
A torony építésére 1986-ban Turgut Özal miniszterelnök adott engedélyt, 1989-ben, a köztársaság fennállásának 66. évében nyitotta meg a nagyközönségnek. Az épület modern stílusban készült, tervezője Ragıp Buluç építész. A torony nevét az ankarai lakosság szavazta meg egy pályázat keretében, így lett Atakule, mely az Ata („apa”) és kule („torony”) szavakból áll össze. Az Ata a Török Köztársaság alapítójának, Mustafa Kemal Atatürknek a nép által használt beceneve.

## Külső hivatkozások
- Hivatalos honlap Archiválva 2018. október 26-i dátummal a Wayback Machine-ben (törökül)